# مارتين كارديناس
مارتين كارديناس (بالإسبانية: Martín Cárdenas Hermosa)‏ هو عالم نبات بوليفي، ولد في 12 نوفمبر 1899 في كوتشابامبا في بوليفيا، وتوفي بنفس المكان في 14 فبراير 1973.